# Scatopsciara dendrotica
Scatopsciara dendrotica là một ruồi trong họ Sciaridae, thuộc chi Scatopsciara. Loài này được Steffan miêu tả khoa học đầu tiên năm 1968.